# Gordon Henderson
Gordon Henderson (ur. 1 stycznia 1920 w Stanger, zm. 1 lipca 1998) – południowoafrykański konstruktor i kierowca wyścigowy.

## Życiorys
Urodzony w 1920 roku w Stanger, w młodości pomagał ojcu w pracach spawalniczych. Pierwszy samochód zbudował w wieku 16 lat. W latach 40. zbudował tylnosilnikowy samochód Blitzplatform, napędzany silnikiem Forda 10. Jego następnym projektem był Squariel, który był przerobionym amerykańskim midgetem z litrowym silnikiem motocykla Ariel Square Four. Tym samochodem Henderson odnosił sukcesy w wyścigach górskich, pokonując samochody ERA i pojazdy z silnikami o znacznie większej pojemności oraz zostając mistrzem w klasie 1250 cm³ w latach 1948–1949. W 1949 roku ścigał się ponadto Fiatem 1100 Special. Jego pierwszym poważnym zwycięstwem był triumf w Coronation 100 w 1950 roku.
W 1953 roku przebywał w Wielkiej Brytanii w nadziei na ściganie się w Europie. Te plany nie doszły do skutku. Rok później zbudował inspirowany Kieftem model Cheetah Norton, samochód Formuły 3 z półtoralitrowym silnikiem, którym wygrał wyścig na Roy Hesketh Circuit. Około 1961 roku zbudował pierwszy samochód Formuły 1, Monaco Mk1 (znany także jako Scorpion Mk1). Rok później skonstruował Scorpiona Mk2. Te samochody, napędzane silnikami Alfa Romeo, były podobne z wyglądu do Lotusów. W latach 60. budował także samochody Manx Veldwagen, będące prawdopodobnie pierwszymi buggy na bazie Volkswagena w Południowej Afryce. W 1969 roku zakupił Brabhama BT24, którym uczestniczył w Południowoafrykańskiej Formule 1.
Zmarł w 1998 roku. Jego rodzeństwo, tj. brat Bob i siostra Izza, również się ścigali.